# Lineville
|  | Per a altres significats, vegeu «Lineville (Iowa)». |

Lineville és una població dels Estats Units a l'estat d'Alabama. Segons el cens del 2000 tenia 2.401 habitants.

## Demografia
Segons el cens del 2000, Lineville tenia 2.401 habitants, 1.004 habitatges, i 665 famílies. La densitat de població era de 103,3 habitants/km².
Dels 1.004 habitatges en un 28,8% hi vivien nens de menys de 18 anys, en un 46,5% hi vivien parelles casades, en un 15,8% dones solteres, i en un 33,7% no eren unitats familiars. En el 31,2% dels habitatges hi vivien persones soles el 15,7% de les quals corresponia a persones de 65 anys o més que vivien soles. El nombre mitjà de persones vivint en cada habitatge era de 2,38 i el nombre mitjà de persones que vivien en cada família era de 2,97.
Per edats la població es repartia de la següent manera: un 25,5% tenia menys de 18 anys, un 8,9% entre 18 i 24, un 24,8% entre 25 i 44, un 22,1% de 45 a 60 i un 18,6% 65 anys o més.
L'edat mediana era de 38 anys. Per cada 100 dones hi havia 87 homes. Per cada 100 dones de 18 o més anys hi havia 80,8 homes.
La renda mediana per habitatge era de 23.468 $ i la renda mediana per família de 31.326 $. Els homes tenien una renda mediana de 24.620 $ mentre que les dones 18.024 $. La renda per capita de la població era de 13.568 $. Aproximadament el 18,7% de les famílies i el 26,6% de la població estaven per davall del llindar de pobresa.

## Poblacions properes
El següent diagrama mostra les poblacions més properes.